# Miss Europa
     7 volte
     6 volte
     5 volte
     4 volte
     3 volte
     2 volte
     1 volta
     0 vittorie
     Non partecipanti

Mappa delle nazioni vincitrici del titolo, aggiornata al 2008.
7 volte
6 volte
5 volte
4 volte
3 volte
2 volte
1 volta
0 vittorie
Non partecipanti

Miss Europa è un concorso di bellezza a cui partecipano giovani donne provenienti da tutti i paesi europei, istituito nel 1928, e riavviato alla fine della seconda guerra mondiale  da Roger Zeiler del Comitato francese dell'eleganza e da Claude Berr.
Molte delle partecipanti al concorso provengonodai concorsi nazionali che selezionano le rappresentanti per Miss Universo, Miss Mondo e Miss Terra. Se le detentrici del titolo non sono riuscite ad ottenere il proprio titolo internazionale, possono competere per la corona di Miss Europa l'anno seguente. È il caso, per esempio, di Élodie Gossuin, classificatasi fra le prime dieci a Miss Universo 2001 e vincitrice di Miss Europa 2002. Dal 2003 la licenza di Miss Europa appartiene alla società olandese Endemol.

## Albo d'oro

### Miss Europa (1927–1938)

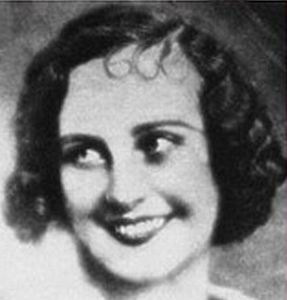
Tatiana Maslow, Miss USSR 1933 e Miss Europa 1933

Il concorso non si è tenuto dal 1939 al 1947 per via della seconda guerra mondiale.
| Anno | Miss Europa      | Paese            | Luogo del concorso    |
| ---- | ---------------- | ---------------- | --------------------- |
| 1927 | Štefica Vidačić  | Jugoslavia       | Vienna, Austria       |
| 1929 | Erzsébet Simon   | Regno d'Ungheria | Parigi, Francia       |
| 1930 | Aliki Diplarakou | Grecia           | Parigi, Francia       |
| 1931 | Jeanne Juilla    | Francia          | Parigi, Francia       |
| 1932 | Åse Clausen      | Danimarca        | Nizza, Francia        |
| 1933 | Tatiana Maslow   | RSFS Russa       | Madrid, Spagna        |
| 1934 | Ester Toivonen   | Finlandia        | Hastings, Regno Unito |
| 1935 | Alicia Navarro   | Spagna           | Torquay, Regno Unito  |
| 1936 | Antonia Arques   | Spagna           | Tunisi, Tunisia       |
| 1937 | Britta Wikström  | Finlandia        | Algeri, Algeria       |
| 1938 | Sirkka Salonen   | Finlandia        | Copenaghen, Danimarca |

### Miss Europa (1948–presente)

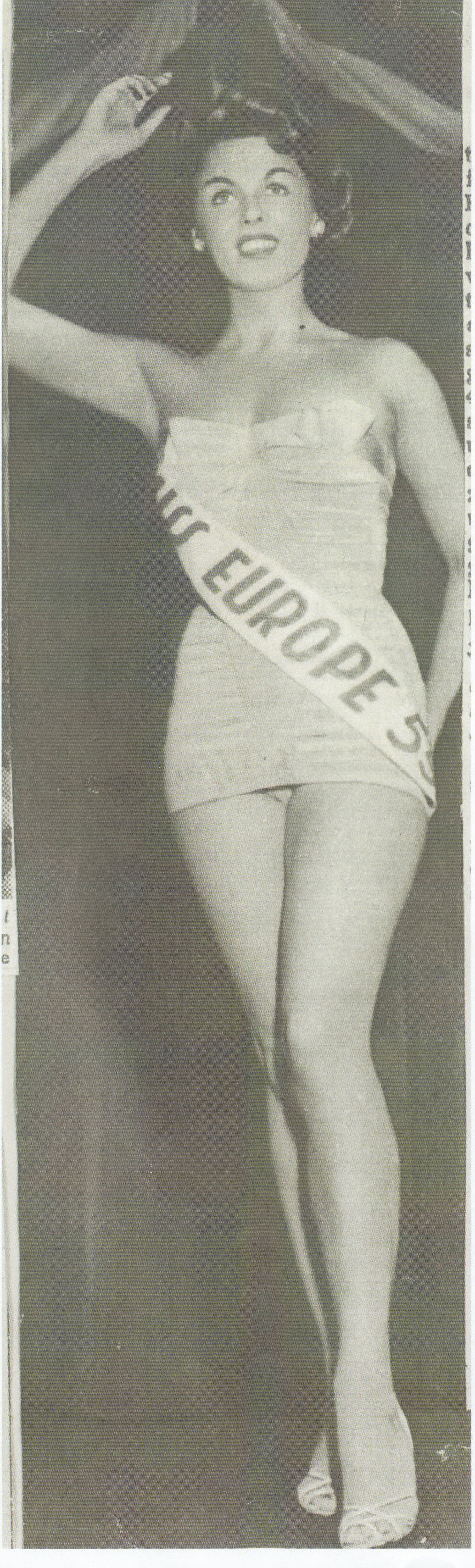
Christel Schaack, Miss Europa 1955

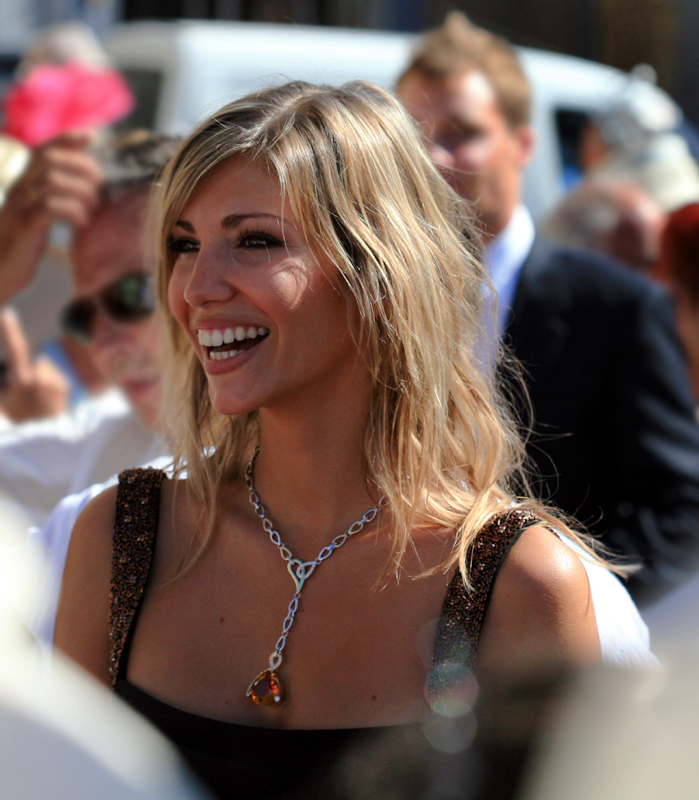
Alexandra Rosenfeld, Miss Europa 2006

Il concorso non si è svolto nel 1975, 1977, 1979, 1983, 1986, 1987, 1989, 1990, 1998, 2000, 2004 e dal 2007 al 2015.
| Anno | Miss Europa                  | Paese          | Luogo del concorso            |
| ---- | ---------------------------- | -------------- | ----------------------------- |
| 1948 | Jacqueline Donny             | Francia        | Enghien-les-Bains, Francia    |
| 1949 | Juliette Figueras            | Francia        | Palermo, Italia               |
| 1950 | Hanni Schall                 | Austria        | Rimini, Italia                |
| 1951 | Jacqueline Genton            | Svizzera       | Palermo, Italia               |
| 1952 | Günseli Başar                | Turchia        | Napoli, Italia                |
| 1953 | Eloisa Cianni                | Italia         | Istanbul, Turchia             |
| 1954 | Christel Schaack             | Germania Ovest | Vichy, Francia                |
| 1954 | Danièlle Genault             | Francia        | Vichy, Francia                |
| 1955 | Inga Britt Söderberg         | Finlandia      | Helsinki, Finlandia           |
| 1956 | Margit Nünke                 | Germania Ovest | Stoccolma, Svezia             |
| 1957 | Corine Rottschäfer           | Paesi Bassi    | Baden-Baden, Germania         |
| 1958 | Johanna Ehrenstrasser        | Austria        | Istanbul, Turchia             |
| 1959 | Christine Spatzier           | Austria        | Palermo, Italia               |
| 1960 | Anna Ranalli                 | Italia         | Beirut, Libano                |
| 1961 | Ingrun Helgard Möckel        | Germania Ovest | Beirut, Libano                |
| 1962 | Maruja García Nicoláu        | Spagna         | Beirut, Libano                |
| 1963 | Mette Stenstad               | Norvegia       | Beirut, Libano                |
| 1964 | Elly Konie Koot              | Paesi Bassi    | Beirut, Libano                |
| 1965 | Juliana Herm                 | Germania Ovest | Nizza, Francia                |
| 1966 | Maria Dornier                | Francia        | Nizza, Francia                |
| 1967 | Paquita Torres Pérez         | Spagna         | Nizza, Francia                |
| 1968 | Leena Marketta Brusiin       | Finlandia      | Kinshasa, Congo               |
| 1969 | Saša Zajc                    | Jugoslavia     | Rabat, Marocco                |
| 1970 | Noelia Alfonso Cabrera       | Spagna         | Il Pireo, Grecia              |
| 1971 | Filiz Vural                  | Turchia        | Tunisi, Tunisia               |
| 1972 | Monika Sarp                  | Germania Ovest | Estoril, Portogallo           |
| 1973 | Anke Maria Groot             | Paesi Bassi    | Kitzbühel, Austria            |
| 1974 | Maria Isabel Lorenzo         | Spagna         | Vienna, Austria               |
| 1976 | Riitta Inkeri Väisänen       | Finlandia      | Rodi, Grecia                  |
| 1978 | Eva Maria Düringer           | Austria        | Helsinki, Finlandia           |
| 1980 | Karin Zorn                   | Austria        | Puerto de la Cruz, Spagna     |
| 1981 | Anne Mette Larsen            | Danimarca      | Birmingham, Regno Unito       |
| 1982 | Nazlı Deniz Kuruoğlu         | Turchia        | Istanbul, Turchia             |
| 1984 | Neşe Erberk                  | Turchia        | Bad Gastein, Austria          |
| 1985 | Juncal Rivero Fadrique       | Spagna         | Magonza, Germania             |
| 1988 | Michela Rocco di Torrepadula | Italia         | Udine, Italia                 |
| 1991 | Susanne Petry (detronizzata) | Germania       | Dakar, Senegal                |
| 1991 | Katerina Michalopoulou       | Grecia         | Dakar, Senegal                |
| 1992 | Marina Tsintikidou           | Grecia         | Atene, Grecia                 |
| 1993 | Arzum Onan                   | Turchia        | Istanbul, Turchia             |
| 1994 | Lilach Ben-Simon             | Israele        | Istanbul, Turchia             |
| 1995 | Monika Žídková               | Rep. Ceca      | Istanbul, Turchia             |
| 1996 | Marie-Claire Harrison        | Regno Unito    | Tirana, Albania               |
| 1997 | Isabelle Darras              | Grecia         | Kiev, Ucraina                 |
| 1999 | Yelena Rogozhina             | Russia         | Beirut, Libano                |
| 2001 | Élodie Gossuin               | Francia        | Beirut, Libano                |
| 2002 | Svetlana Korolëva            | Russia         | Beirut, Libano                |
| 2003 | Zsuzsanna Laky               | Ungheria       | Nogent-sur-Marne, Francia     |
| 2005 | Shermine Shahrivar           | Germania       | Parigi, Francia               |
| 2006 | Alexandra Rosenfeld          | Francia        | Kiev, Ucraina                 |
| 2016 | Diana Starkova               | Francia        | Beirut, Libano                |
| 2017 | Diana Kubasova               | Lettonia       | Seul, Corea del Sud           |
| 2018 | Anna Shornikova              | Ucraina        | Torre Eiffel, Parigi, Francia |
| 2018 | Anastasiya Ammosova          | Russia         | Torre Eiffel, Parigi, Francia |
| 2019 | Andrea De Las Heras          | Spagna         | Cannes, Francia               |
| 2020 | Lara Jalloh                  | Francia        | Jounieh, Libano               |
| 2021 | Anastasia Prodanov           | Serbia         | Cannes, Francia               |
| 2022 | Nikolina Baljak              | Serbia         | Beirut, Libano                |
| 2023 | Natalia Guglielmo            | Italia         | Beirut, Libano                |
| 2024 | Roza Gadieva                 | Russia         | Jounieh, Libano               |

## Numero di vittorie
| Numero | Paese       | Anni                                                 |
| ------ | ----------- | ---------------------------------------------------- |
| 9      | Francia     | 1931, 1948, 1949, 1954, 1966, 2001, 2006, 2016, 2020 |
| 8      | Spagna      | 1935, 1936, 1962, 1967, 1970, 1974, 1985, 2019       |
| 6      | Germania    | 1954, 1956, 1961, 1965, 1972, 2005                   |
| 6      | Finlandia   | 1934, 1937, 1938, 1955, 1968, 1976                   |
| 5      | Turchia     | 1952, 1971, 1982, 1984, 1993                         |
| 5      | Austria     | 1950, 1958, 1959, 1978, 1980                         |
| 4      | Russia      | 1999, 2002, 2018, 2024                               |
| 4      | Italia      | 1953, 1960, 1988, 2023                               |
| 4      | Grecia      | 1930, 1991, 1992, 1997                               |
| 3      | Paesi Bassi | 1957, 1964, 1973                                     |
| 2      | Serbia      | 2021, 2022                                           |
| 2      | Ungheria    | 1929, 2003                                           |
| 2      | Danimarca   | 1932, 1981                                           |
| 2      | Svizzera    | 1928, 1951                                           |
| 1      | Ucraina     | 2018                                                 |
| 1      | Lettonia    | 2017                                                 |
| 1      | Regno Unito | 1996                                                 |
| 1      | Rep. Ceca   | 1995                                                 |
| 1      | Israele     | 1994                                                 |
| 1      | Jugoslavia  | 1969                                                 |
| 1      | Norvegia    | 1963                                                 |